# Popeye Jones
Ronald Jerome «Popeye» Jones (Dresden, Tennessee, 17 de junio de 1970) un exjugador y entrenador estadounidense de baloncesto que jugó en la NBA, donde pasó por Dallas Mavericks, Toronto Raptors, Boston Celtics, Denver Nuggets, Washington Wizards y Golden State Warriors. Desde el año 2006 es entrenador asistente de la NBA, actualmente en los Denver Nuggets.

## Trayectoria deportiva

### Universidad
Acudió a la Universidad de Murray State, donde jugó 4 temporadas brillando a partir de su año sophomore. Tras promediar 5.8 puntos y 4.6 rebotes como freshman, irrumpió con fuerza en las tres temporadas posteriores. En la 1989-90 explotó con 19.5 puntos, 11.2 rebotes y 2 asistencias. Sus números no pararían de crecer en sus años junior y sénior. En la 1990-91 hizo 20.2 puntos, 14.2 rebotes (primero en la NCAA) y 2.1 asistencias, mientras que en su última temporada en la NCAA firmó 21.1 puntos, 14.4 rebotes y 2.4 asistencias.
Tanto en 1990 como en 1991 fue elegido Jugador del Año en la Ohio Valley Conference y fue incluido en el Mejor Quinteto de dicha conferencia durante 3 años seguidos. En 1991 y 1992 fue elegido además deportista del año en la conferencia. Su dorsal 54 fue retirado en la universidad.
Popeye acabó primero en la clasificación histórica de reboteadores de Murray State con 1.374, y cuarto en la de anotadores con 2.057 puntos. Es el único jugador de Murray State que ha superado los 2.000 puntos y 1.000 rebotes.

### Estadísticas
| * | Líder de la División I de la NCAA |

| Año     | Equipo       | PJ  | PT | MPP  | %TC  | %3P  | %TL  | RPP   | APP | ROB | TPP | PPP  |
| ------- | ------------ | --- | -- | ---- | ---- | ---- | ---- | ----- | --- | --- | --- | ---- |
| 1988–89 | Murray State | 30  | 1  | 17.3 | .489 | –    | .754 | 4.6   | .7  | .6  | .2  | 5.8  |
| 1989–90 | Murray State | 30  | 30 | 34.6 | .500 | .441 | .757 | 11.2  | 2.0 | 1.9 | .6  | 19.5 |
| 1990–91 | Murray State | 33  | 32 | 31.9 | .493 | .219 | .711 | 14.2  | 2.1 | 1.2 | 1.2 | 20.2 |
| 1991–92 | Murray State | 30  | 29 | 33.1 | .488 | .389 | .778 | 14.4* | 2.4 | 1.4 | .9  | 21.1 |
| Total   | Total        | 123 | 92 | 29.3 | .493 | .345 | .751 | 11.2  | 1.8 | 1.3 | .7  | 16.7 |

### NBA
Fue elegido por Houston Rockets en el puesto 41 de 2ª ronda del draft de 1992. Tras la elección, Houston envió sus derechos a Dallas Mavericks a cambio de los derechos de Eric Riley. Jugó con los Mavericks durante 3 temporadas. Esas fueron las mejores de su carrera deportiva. Antes de debutar en la campaña 1993-94 jugó un año en Italia. Como novato promedió 5.8 puntos y 7.5 rebotes, mientras que como sophomore en la 1994-95 se fue hasta los 10.3 puntos, 10.6 rebotes y 2 asistencias. En la 1995-96 siguió mejorando sensiblemente sus números con 11.3 puntos, 10.8 rebotes y 1.9 asistencias.
En 1996 fue traspasado a Toronto Raptors a cambio de Jimmy King. En la franquicia canadiense estaría dos temporadas, aunque en la 1997-98 solo pudo jugar 14 partidos.
El 18 de febrero de 1998 formó parte de una operación que le enviaba, junto a Kenny Anderson y Žan Tabak, a Boston Celtics a cambio de Chauncey Billups, Dee Brown, Roy Rogers y John Thomas. Con los Celtics apenas jugó y ya entraba en la cuesta abajo. 
En verano de 1999 Boston lo traspaso junto a Ron Mercer y Dwayne Schintzius, a Denver Nuggets a cambio de Danny Fortson, Eric Williams, Eric Washington y futuras elecciones de draft. El 25 de septiembre de 2000, Washington Wizards cambió a Tracy Murray y una 2ª ronda por Popeye Jones. Con los Wizards volvió a dar un rendimiento interesante, especialmente en la temporada 2001-02 donde hizo 7 puntos y 7.3 rebotes ya con 31 años. 
Dallas Mavericks lo firmó como agente libre en 2002 donde apenas jugó, y finalmente acabó siendo traspasado en una gran operación a Golden State Warriors. Allí solo disputaría 5 partidos y no anotaría un solo punto, poniendo fin a su carrera deportiva.

### Entrenador
Desde el año 2006 es entrenador asistente en la NBA.

## Estadísticas de su carrera en la NBA

### Temporada regular
| Año     | Equipo       | PJ  | PT  | MPP  | %TC  | %3P  | %TL  | RPP  | APP | ROB | TPP | PPP  |
| ------- | ------------ | --- | --- | ---- | ---- | ---- | ---- | ---- | --- | --- | --- | ---- |
| 1993-94 | Dallas       | 81  | 47  | 21.9 | .479 | .000 | .729 | 7.5  | 1.2 | .8  | .4  | 5.8  |
| 1994-95 | Dallas       | 80  | 80  | 29.8 | .443 | .083 | .645 | 10.6 | 2.0 | .4  | .3  | 10.3 |
| 1995-96 | Dallas       | 68  | 68  | 34.1 | .446 | .359 | .767 | 10.8 | 1.9 | .8  | .4  | 11.3 |
| 1996-97 | Toronto      | 79  | 61  | 30.6 | .480 | .077 | .818 | 8.6  | 1.1 | .7  | .5  | 7.8  |
| 1997-98 | Toronto      | 14  | 4   | 25.1 | .409 | .667 | .737 | 7.3  | 1.3 | .7  | .2  | 8.6  |
| 1998-99 | Boston       | 18  | 2   | 11.4 | .392 | .000 | .824 | 2.9  | .8  | .3  | .0  | 3.0  |
| 1999-00 | Denver       | 40  | 1   | 8.3  | .423 | .667 | .737 | 2.6  | .5  | .1  | .2  | 2.6  |
| 2000-01 | Washington   | 45  | 1   | 14.2 | .392 | .167 | .745 | 4.9  | .7  | .4  | .2  | 3.6  |
| 2001-02 | Washington   | 79  | 40  | 24.3 | .437 | .364 | .811 | 7.3  | 1.6 | .6  | .2  | 7.0  |
| 2002-03 | Dallas       | 26  | 0   | 8.5  | .387 | –    | .455 | 2.3  | .3  | .2  | .0  | 2.0  |
| 2003-04 | Golden State | 5   | 0   | 2.0  | .000 | –    | –    | .2   | .0  | .0  | .0  | .0   |
| Total   | Total        | 535 | 304 | 23.5 | .447 | .281 | .751 | 7.4  | 1.3 | .6  | .3  | 7.0  |